# Laterorotatie
Laterorotatie is de beweging van de schoudergordel waarbij het schouderblad vanuit de neutrale uitgangshouding, de anatomische houding, met zijn onderste punt, angulus inferior, naar buiten draait, van de wervelkolom af. Het tegenovergestelde van laterorotatie is mediorotatie.